# (1222) Tina
(1222) Tina ist ein Asteroid des Hauptgürtels, der am 11. Juni 1932 vom belgischen Astronomen Eugène Joseph Delporte in Ukkel entdeckt wurde. 
Benannt ist der Asteroid nach einer Amateur-Astronomin und Bekannten des Entdeckers.